# Bystrica (Kysuca)
Die Bystrica ist ein 31,3 km langer Fluss im Nordwesten der Slowakei in der traditionellen Landschaft Kysuce und ein linker Nebenfluss der Kysuca.
Der Fluss entspringt in den Beskiden, genauer auf der Scheide zwischen dem Bergland Kysucká vrchovina und dem Gebirge Oravská Magura östlich von Nová Bystrica und nördlich von Zázrivá. Die Bystrica fließt dann gen Westen und erreicht den Stausee Nová Bystrica. Hinter dem Stausee, in Nová Bystrica, nimmt sie die rechtsseitige Vychylovka auf und verläuft parallel zur Straße 2. Ordnung 520 durch Stará Bystrica und Klubina; zwischen diesen Orten erreicht die linksseitige Radôstka den Fluss. In Klubina, kurz nach der Mündung des rechtsseitigen Klubinský potok, wendet sich der Fluss für eine kurze Strecke nach Norden, bevor beim Ortseingang von Zborov nad Bystricou sich die Richtung nach Nordwesten ändert. In Krásno nad Kysucou überquert die Straße 1. Ordnung 11 die Bystrica, bevor der Fluss in die Kysuca mündet.